# Danilo Gallinari
Danilo Gallinari (Sant'Angelo Lodigiano, Llombardia, Itàlia, 8 d'agost de 1988), és un jugador de bàsquet italià. Juga a la posició d'aler i pot ocupar la posició també d'aler pivot) de 208 cm amb grans coneixements tècnics. Tot i l'alçada que té, li agrada jugar per fora de la cistella, ja que disposa d'un bon tir des de la mitjana i la llarga distància.

## Inicis
Gallinari, fa dos anys que va debutar a la Sèrie B1 amb el Assigeco Casalpusterlengo, i va tancar un bon any amb set punts i tres rebots de mitjana, amb un 41% des de la línia de tres punts. Des de fa alguns anys juga amb les seleccions nacionals inferiors italianes i en els últims anys l'ha portat a guanyar la medalla de bronze sots-22 Europea a Belgrad.
Va signar amb l'Armani Jeans Milano l'estiu del 2005,

## Trajectòria NBA
Seleccionat per New York Knicks al Draft de la NBA de l'any 2008 amb sisena posició procedent de l'Armani Jeans Milano (Itàlia)
Gallinari va passar la primera meitat de la temporada 2010-2011 amb els New York Knicks, abans de ser cedit als Denver Nuggets el 21 de febrer de 2011 (juntament amb Raymond Felton, Wilson Chandler i Timofey Mozgov) en un negoci de gran èxit amb Carmelo Anthony. Va ser molt criticat que els Knicks abandonessin un o més dels seus joves jugadors prometedors, però els Knicks es van veure obligats a reaccionar amb una millor oferta per als Nuggets després que els New Jersey Nets tornessin a converses comercials i amenacessin els Knicks amb la possibilitat d'adquirir Anthony.

## Estadístiques a l'NBA
| Fase Regular | EQUIP           | Partits Jugats | MPP  | PPP  | T2%  | T3%  | T1%  | RPP | APP | PRPP | TPP |
| ------------ | --------------- | -------------- | ---- | ---- | ---- | ---- | ---- | --- | --- | ---- | --- |
| 2009-10      | New York Knicks | 81             | 33.9 | 15.1 | 42.3 | 38.1 | 81.8 | 4.9 | 1.7 | 0.9  | 0.7 |
| Carrera      |                 | 109            | 29.0 | 12.8 | 42.6 | 38.9 | 82.9 | 4.2 | 1.4 | 0.8  | 0.6 |

| «                  | "M'encanta jugar contra els més forts, perquè em permet millorar. He de saber fins a quin punt és el meu joc, el més de mi i el que faig per arribar a aquest nivell. M'agrada el desafiament. " | » |
| — Danilo Gallinari | |   |